# 지카부미역
지카부미역(일본어: 近文駅 치카부미에키[*])은 일본 홋카이도 아사히카와시에 있는 홋카이도 여객철도 · 일본화물철도 하코다테 본선의 역이다. 역 번호는 A27이며, 섬식 승강장 1면 2선의 구조를 지닌 지상역이다.

## 이용 현황
| 연도     | 하루 평균 승차 인원 |
| 2006년도 | 14                  |
| -------- | ------------------- |

## 화물 취급
현재, 일본화물철도의 역은 화물 취급의 임시 취급역으로 되어 있다. 화물 열차의 발착은 없고, 화물 설비나 전용선도 없다.

## 역 주변
- 국도 제12호선
- 도오 자동차도 아사히카와타카스 나들목
- 아사히카와 신용금고 지카부미 지점
- 아사히카와 운전 면허시험장
- 야마다 전기 테크랜드 아사히카와점
- 이온 몰 아사히카와니시

## 인접 정차역
| 홋카이도 여객철도 하코다테 본선 | 홋카이도 여객철도 하코다테 본선 | 홋카이도 여객철도 하코다테 본선 |
| ------------------------------- | ------------------------------- | ------------------------------- |
| A25 오사무나이 오타루 방면      | 하코다테 본선                   | 아사히카와 A28 아사히카와 방면  |